# Eutelsat II F1
O Eutelsat II F1 foi um satélite de comunicação geoestacionário europeu construído pela Aerospatiale, ele esteve localizado na posição orbital de 13 graus de longitude leste e era operado pela Eutelsat, empresa com sede em Paris. O satélite foi baseado na plataforma Spacebus-2000. O mesmo saiu de serviço em outubro de 2003 e foi enviado para uma órbita cemitério.

## História
O Eutelsat II F1 fazia parte de uma constelação de cinco satélites Eutelsat II que eram basicamente idênticos, exceto o Eutelsat II F6, que foi modificado para a posição orbital de 13 graus de longitude leste e renomeado para Hot Bird 1.
Em 1990 a Eutelsat começou a implantação de satélites de comunicação Eutelsat de segunda geração adquiridos diretamente da Aerospatiale e com base na Pçataforma Spacebus-2000. Cada satélite Eutelsat II suportava 16 transponders (com oito peças de reposição), operando em 14/11 GHz e potência de saída de 50 W. Em órbita a sonda media 22,4 m nos dois painéis solares retangulares que geravam até 3,5 kW.
Ao longo de 1993 a 1994, a frota Eutelsat II consistia de quatro satélites: o Eutelsat II F1 em 13 graus longitude leste, o Eutelsat II F2 em 10 graus longitude leste, o Eutelsat II F3 em 16 graus longitude leste e o Eutelsat II F4 em 7 graus longitude leste. O Eutelsat II F5 estava programado para aderir à rede em 1994, mas perdeu-se em um foguete Ariane-44LP H10+ após uma falha no lançamento em 24 de janeiro de 1994. O último satélite da série, o Eutelsat II F6 foi modificado para ser lançado em 1995, sob o nome Hot Bird 1. O veículo era essencialmente o mesmo que os anteriores, mas a potência de saída do transponder foi aumentada de 50 W a 70 W.

## Lançamento
O satélite foi lançado com sucesso ao espaço no dia 30 de agosto de 1990, às 22:46 UTC, por meio de um veículo Ariane-44LP H10 a partir do Centro Espacial de Kourou, na Guiana Francesa, juntamente com o satélite Skynet 4C. Ele tinha uma massa de lançamento de 1.878 kg.

## Capacidade e cobertura
O Eutelsat II F1 era equipado com 16 (mais 8 de reserva) transponders em banda Ku que prestavam serviços a Comunidade Europeia.